# (5112) Kusaji
(5112) Kusaji es un asteroide perteneciente al cinturón de asteroides, descubierto el 23 de septiembre de 1987 por Seiji Ueda y el astrónomo Hiroshi Kaneda desde el Kushiro Marsh Observatory, Hokkaido, Japón.

## Designación y nombre
Designado provisionalmente como 1987 SM13. Fue nombrado Kusaji en honor a al agricultor japonés Shigeji Kusaji. Fundador del Club Astronómico de Asahikawa siendo su primer presidente. Constante observador de las manchas solares, tras su fallecimiento, los socios del club siguen desempeñando la misma labor.

## Características orbitales
Kusaji está situado a una distancia media del Sol de 2,174 ua, pudiendo alejarse hasta 2,457 ua y acercarse hasta 1,891 ua. Su excentricidad es 0,130 y la inclinación orbital 5,764 grados. Emplea 1171,31 días en completar una órbita alrededor del Sol.

## Características físicas
La magnitud absoluta de Kusaji es 13,9. Tiene 3 km de diámetro y su albedo se estima en 0,5.